# 3362 Khufu
Khufu (asteroide 3362, com a designação provisória 1984 QA) é um asteroide cruzador de Marte. Possui uma excentricidade de .4685495129135929 e uma inclinação de 9.9171º.
Este asteroide foi descoberto no dia 30 de agosto de 1984 por R. Scott Dunbar e M. A. Barucci em Palomar.
Este asteroide recebeu este nome em homenagem ao faraó egípcio Cufu.